# Bodensee-Arena
Die Bodensee-Arena ist eine Eissporthalle in der Gemeinde Kreuzlingen im Schweizer Kanton Thurgau. Es ist die Heimspielstätte des EHC Kreuzlingen-Konstanz. Von 1999 bis 2009 war es der Spielort des HC Thurgau aus der zweitklassigen Swiss League.

## Geschichte und Nutzung
Die direkt am Bodensee und an der deutschen Grenze zu Konstanz gelegene Arena wurde im Februar 1978 eröffnet und besitzt eine offizielle Kapazität von 4300 Zuschauern bei Eishockeyspielen und kann auf bis zu 6000 Plätze bei Events erweitert werden. 2000 wurde die Bodensee-Arena renoviert. Im Jahr 2002 wurde zudem eine offene aber überdachte Ausseneisfläche eröffnet, welche 2005 renoviert wurde. Zudem besitzt die Arena auf der Ostseite (Seeseite) ein angebautes Hotel.
Bekannte Künstler wie DJ BoBo, Chris de Burgh oder André Rieu sind hier schon aufgetreten. Das Schweizer Fernsehen produziert in der Halle Sendungen wie: Die grössten Schweizer Hits, Die grössten Schweizer Talente, Musikantenstadl und The Voice of Switzerland. Auch die Anti-Zensur-Koalition (AZK) führt dort ihre regelmässigen politischen Veranstaltungen durch.